# SNCF Gares & Connexions
Az SNCF Gares & Connexions egy 2009-ben alapított részvénytársaság. Az SNCF Réseau leányvállalata, amely a francia nemzeti vasúthálózat vasútállomásait kezeli. A vállalat 2014-ben több mint 1,208 milliárd eurós forgalmat bonyolított, amelyből 170 millió euró bérleti díjbevétel volt, és ez a szám 2022-re várhatóan megduplázódik, köszönhetően az állomásokon belüli fejlődő kereskedelmi tevékenységnek, amely már több mint 400 francia városban van jelen.
A 2019-ig az SNCF Mobilitéshez tartozó Gares & Connexions 2020. január 1-jétől az SNCF Réseau égisze alá került.
Az SNCF Gares & Connexions a pályaudvart "városfejlesztőként" kívánja pozícionálni: a területek, a városok és a lakosok értékeként. A vállalat tevékenységei a francia vasúthálózat 3 029 állomásának felújítására és fejlesztésére is kiterjednek, miközben alapvető szabályozási szolgáltatásokat nyújtanak (biztonság, tájékoztatás, hozzáférhetőség, tisztaság és kényelem).
Az SNCF Gares & Connexions két leányvállalatból áll: az SNCF Retail & Connexions (korábban A2C) a kereskedelmi szektor irányításáért felelős, valamint az AREP, egy külföldön működő tervezőiroda. Székhelye Párizs 13. kerületében, a Panhard egykori gyárában található.